# Johann Nussbiegel

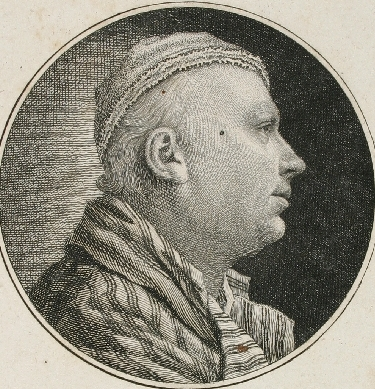
Johann Nussbiegel

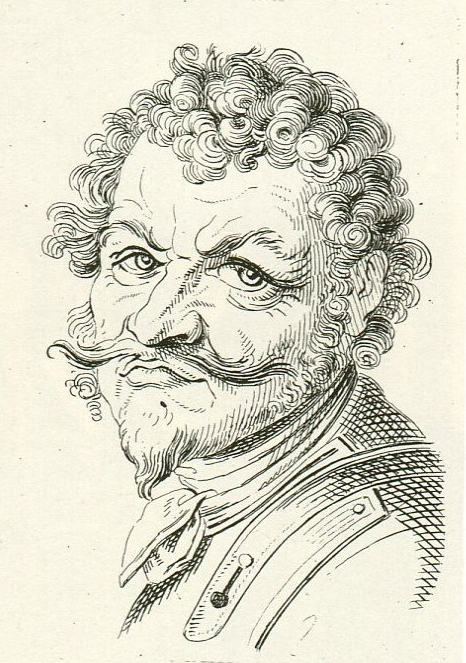
Die Grausamkeit, Radierung von Johann Nussbiegel

Johann Nus(s)biegel, auch Nußbiegel (* 6. Dezember 1750 in Nürnberg; † 6. Mai 1833 ebenda) war ein deutscher Zeichner und Kupferstecher in Nürnberg.

## Leben
Nussbiegel war der Sohn und Schüler des Nürnberger Kupferstechers und Verlegers Georg Paul Nussbiegel (1713–1776). Er vertiefte seine Fertigkeiten im perspektivischen Zeichnen bei dem Architekten und Bauinspektor Daniel Stettner sowie bei Johann Justin Preissler an der Nürnberger Malerakademie, deren Mitglied er später wurde. Er fertigte mehrere Blätter für die Werke Physiognomische Fragmente, zur Beförderung der Menschenkenntniß und Menschenliebe und Jesus Messias, oder Die Zukunft des Herrn des Johann Caspar Lavater. Das Werk Schwerins Tod in der Schlacht bei Prag fertigte er nach einer Vorlage von Berger. Sein Fleiß und seine Genauigkeit wurden gelobt. Der spätere Kupferstecher Christoph Wilhelm Bock ging bei ihm in die Lehre.